# Kairói nemzetközi repülőtér
A kairói nemzetközi repülőtér (IATA: CAI, ICAO: HECA) (arabul: مطار القاهرة الدولي; Maṭār al-Qāhirah al-Duwaliyy) Kairó nemzetközi repülőtere, Egyiptom legnagyobb és Afrika második legnagyobb forgalmú repülőtere (a johannesburgi O. R. Tambo nemzetközi repülőtér után); az EgyptAir és több más légitársaság (Air Cairo, AMC Airlines, EgyptAir Express, Nesma Airlines, Nile Air, Air Go Express) elsődleges bázisa. Az egyiptomi légiforgalom 44%-át adja (2012-es adat).
A repülőtér a város északkeleti részén, Héliopolisz negyedben található, területe körülbelül 37 km². Éves utasforgalma 17 546 221 fő (2018). Utasforgalma alapján 2022-ben Afrika legforgalmasabb repülőtere volt.

## Története
A repülőteret a II. világháború alatt építette az Egyesült Államok Légiereje a szövetséges erők használatára, Payne repülőtér néven; a város korábbi repterét, az öt kilométerrel arrébb fekvő Almaza repülőteret nem használták. A Payne a háború alatt jelentős bázisként szolgált mind utas-, mind teherszállítás terén; a nyugatra lévő Bengázi repülőtérrel (amelyet a háború alatt Soluch repülőtérnek hívtak) és az algíri repülőtérrel együtt az észak-afrikai útvonalon feküdt, amely a Francia Nyugat-Afrikában lévő dakari repülőtérig tartott. További járatok indultak az iraki RAF Habbaniya bázisra a Kairó–Karacsi-útvonalon; a Brit Palesztinában található lyddai repülőtérre, Dzsiddába a libériai Roberts légibázis felé tartó közép-afrikai útvonalon (1941–1943) és később, a háború befejeztével az athéni Ellinikon nemzetközi repülőtérre, valamint más, európai városokba.
Mikor a háború végén az amerikai erők távoztak, a létesítményt a polgári légügyi hatóság vette át, hogy a nemzetközi polgári repülés érdekében hasznosítsa. 1963-ban a kairói nemzetközi repülőtér átvette a régi héliopoliszi repülőtér szerepét, amely Kairótól keletre feküdt.
A repülőteret az Egyptian Holding Company for Airports and Air Navigation kezeli. 2004-ben a Fraport AG nyerte el a reptér üzemeltetésének lehetőségét a következő nyolc évre, két, egyéves hosszabbítási lehetőséggel.
A két futópályát keresztező pályát felváltó harmadik párhuzamos futópályát 2010-ben adták át. A 05L/23R futópálya 3301 méter hosszú, a 05C/23C hossza 4000 m, az új, 05R/23L futópályáé 3999 m.

## Terminálok
A repülőtér négy terminállal rendelkezik. A legnagyobb, a 3-as terminál 2009-ben nyílt meg, a szezonális járatok terminálja pedig 2011-ben. A 2-es terminált 2010 áprilisában nagyobb átalakítási munkálatok miatt lezárták, és 2016-ban nyitották meg újra. Új, teherszállító gépek fogadására tervezett terminál is épül.

### 1-es terminál

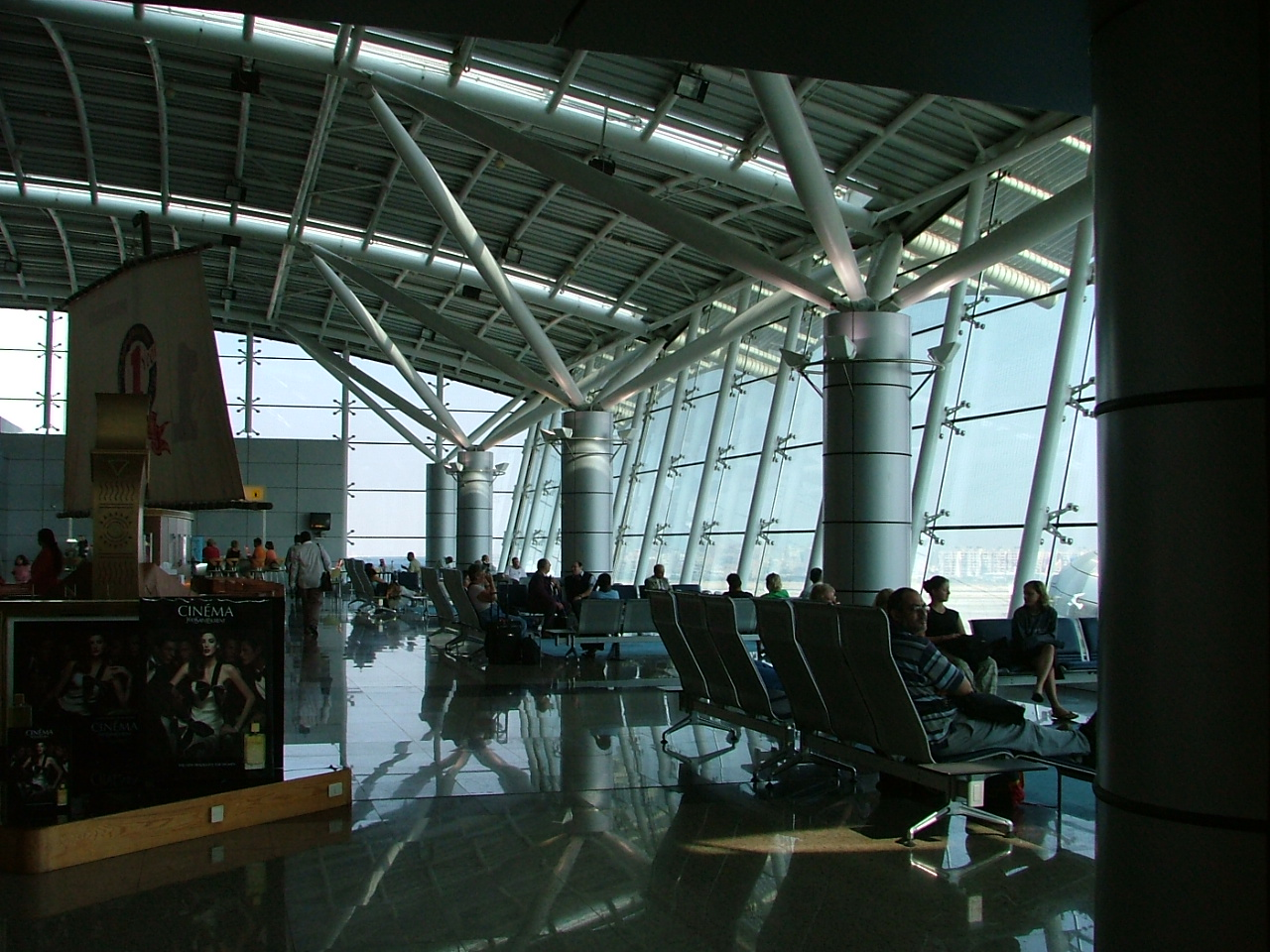
1-es terminál, indulási oldal

Az 1-es terminált eredetileg az EgyptAir és több más közel-keleti légitársaság használta, 2006-ban azonban több más külföldi légitársaság, köztük az Air France és a KLM is áthelyezte ide a járatait a 2-es terminálról. 2009 májusában az EgyptAir, valamint a repülőtérre érkező többi Star Alliance-tag légitársaság minden járatát áthelyezte az újonnan épült 3-as terminálra. 2010 márciusában a 2-es terminált nagyobb átalakítási munkálatok miatt lezárták, így minden nagyobb, nem-Star Alliance-tag légitársaság áthelyezte járatait az 1-esre.
Az 1-es terminálra érkező és induló minden légitársaság az 1-es csarnokot használja, kivéve a Saudiát, mely nagy forgalma miatt a 2-es csarnok egyedüli használója (2009-ben a 2-es terminál forgalmának 65%-áért ők feleltek). A legtöbb külföldi légitársaság a 3-as csarnokot használja. A 2. csarnokot nemrég újra megnyitották, nemzetközi és belföldi forgalmat is kiszolgál.
A 4-es csarnok magángépek használatára rendezkedett be, a Közel-Keleten az egyik legsikeresebb ilyen létesítmény. Bár az 1-es terminálhoz tartozik, a kereskedelmi járatok utastermináljától függetlenül üzemel. A Smart Aviation Company székhelye ebben az épületben volt 2007-től 2010-ig, amikor átköltözött egy szomszédos épületbe.
A Cairo Airport Company szolgáltatások és szórakozási lehetőségek széles skáláját akarja nyújtani az utazók, látogatók és a nagyközönség számára, ennek keretén belül az 1-es terminál 3-as csarnoka közelében megnyílt az AirMall nevű bevásárlóközpont.
Az 1-es terminál 12 beszállítókapuval rendelkezik.

### 2-es terminál

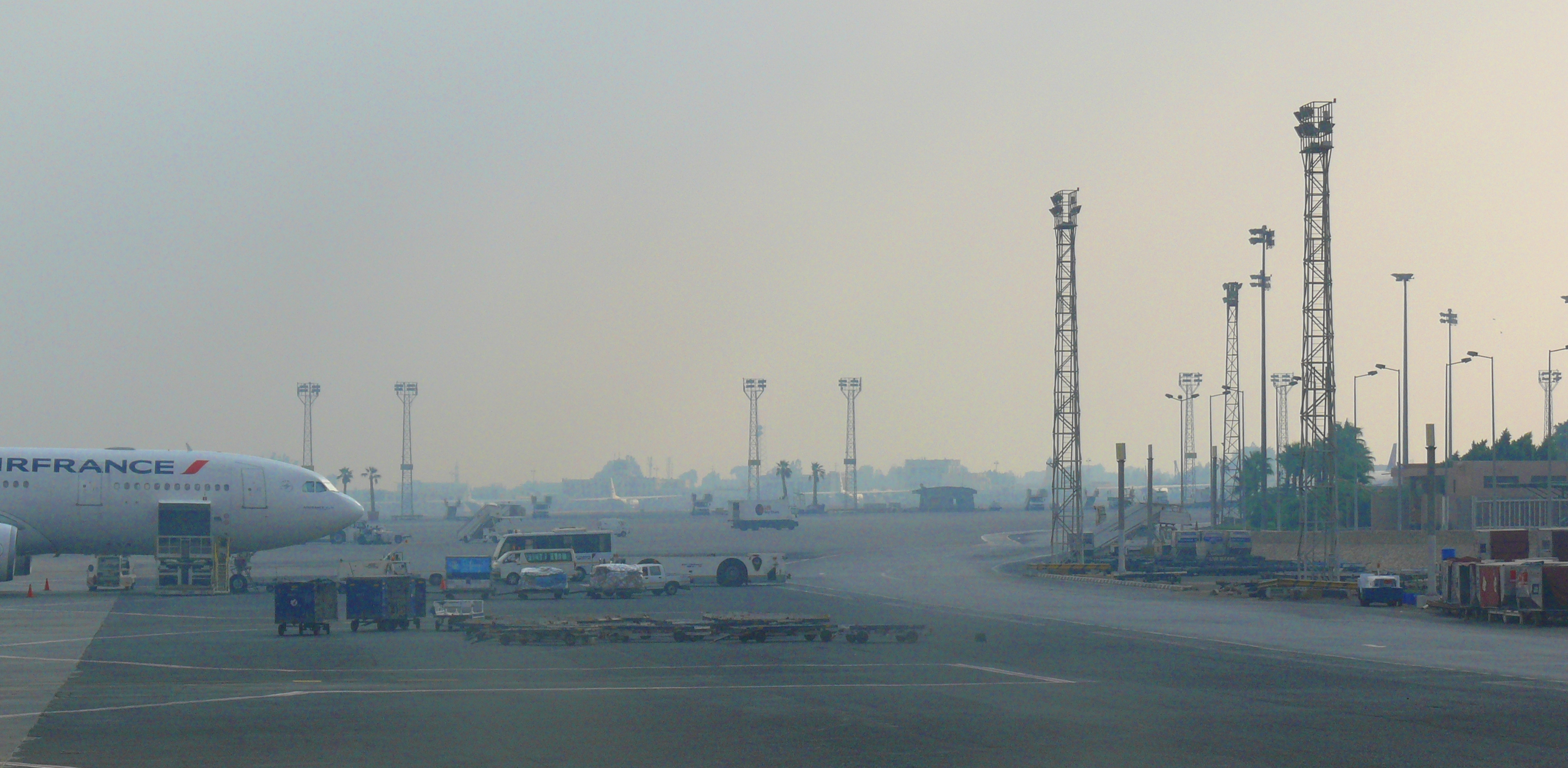
A forgalmi előtér

A 2-es terminált 1986-ban nyitották meg, 7 beszállítókapuval. Főleg európai, Öböl-beli és kelet-ázsiai légitársaságok használták. A terminált 2010 áprilisában bezárták, mert kialakítása korlátozta további bővítését, így teljes lezárásra volt szükség az átépítéshez. Az átalakítási munkálatok 2012-ben kezdődtek és 36 hónapon át tartottak, költségük körülbelül 400 millió dollár volt.
2010 februárjában a Világbank igazgatótanácsa jóváhagyott egy 387 dolláros kölcsönt a kairói repülőtér fejlesztésére a terminál átalakítása érdekében. A fennmaradó összeget bankok fizették. A modernizálásra kiírt tendert a török Limak Holding nyerte el 2011 augusztusában. A projekt keretén belül a húszéves épületet felhozták ugyanarra a szintre, mint az újabb 3-as terminál, befogadóképessége évi hárommillióról évi hét és félmillió utasra nőtt (a teljes repülőtéré ezzel 24 millióra), a korábbi 7 beszállítókapu helyett 14-gyel rendelkezik, és kapui képesek a nagy méretű Airbus A380 géptípus fogadására is. A kereskedelmi egységek szintén bővültek. A terminál 2016-ban nyílt meg.

### 3-as terminál

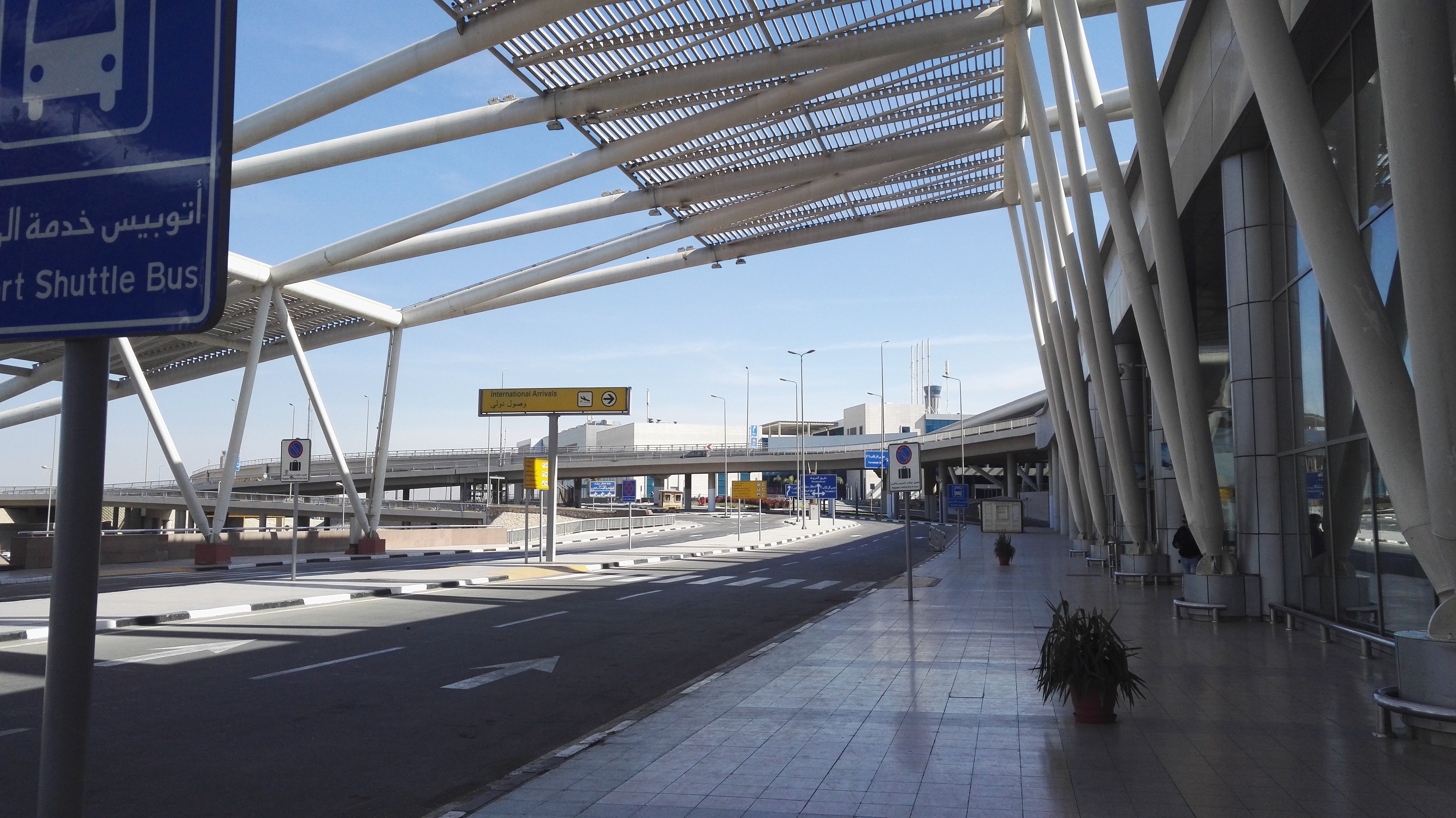
A 3-as terminál

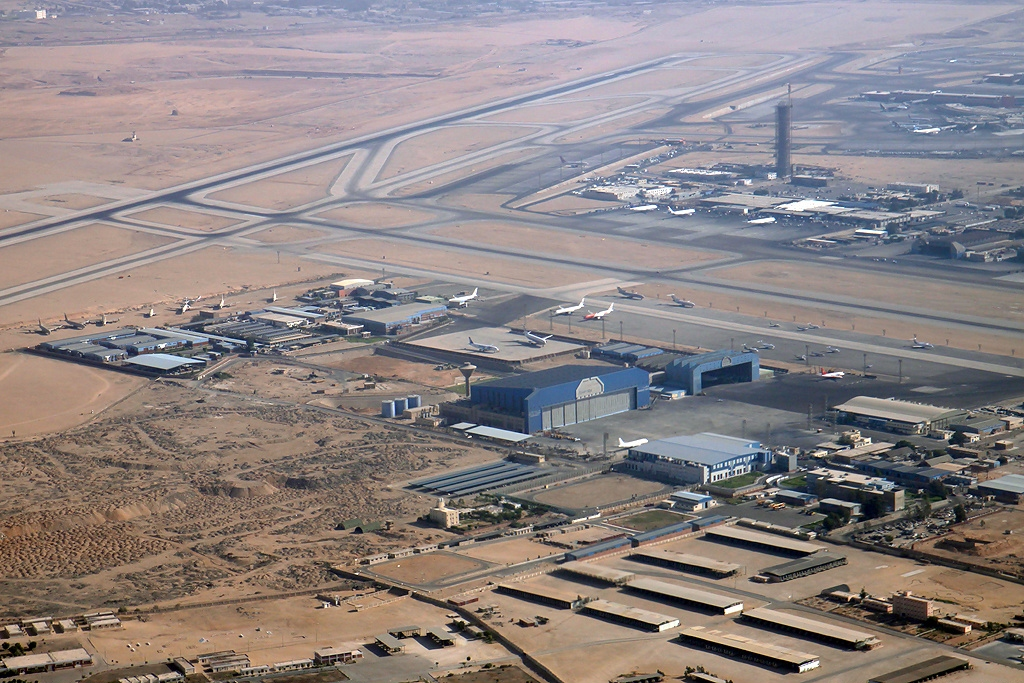
Felülnézetből

A repülőtér forgalmának növekedésére tett előrejelzések és a 2-es terminál bővíthetőségének korlátozott volta miatt az Egyiptomi Civil Légügyi Hatóság 2004-ben megkezdte a 3-as terminál építését. Az új terminált 2008. december 18-án avatta fel Hoszni Mubarak akkori egyiptomi elnök, és 2009. április 27-én vették használatba. A terminál kétszer akkora, mint a reptér első két terminálja együttvéve, és évente összesen 11 millió utas fogadására alkalmas (6 millió nemzetközi és 5 millió belföldi). A 3-as terminál a 2-es terminál mellett áll, és híd köti össze őket.
2009. április 27-e és június 15-e között a repteret bázisaként használó EgyptAir minden belföldi és nemzetközi járatával átköltözött a modern új terminálra. A Star Alliance „Költözés egy tető alá” koncepciójának megfelelően 2009. augusztus 1-jéig a Star Alliance légiszövetség többi tagja is átköltözött erre a terminálra.
Az új terminál a következőkkel rendelkezik:
- Két, bővíthető kapacitású utasmóló beszállítókapukkal a belföldi és nemzetközi járatok kiszolgálására, utashidas és buszos beszállításhoz. A főépületet az utasmólókkal csarnokok kötik össze. Egy harmadik utasmóló építését is tervbe vették. A terminál 23 beszállítókapuval rendelkezik (ebből 2 képes az A380 géptípus fogadására is).
- Hat sornyi, összesen 110 checkin-pult (plusz tíz mobil pult és tíz checkinautomata), 76 útlevélellenőrző-pont (plusz 5 biometrikus kapu), 52 állóhely repülőknek utashidas és buszos beszállításhoz, 425 járatinformációs kijelző különféle Windows-hibaüzenetekkel, 15 információs pont, hét poggyászfutószalag, 63 lift, 50 mozgójárda és 51 mozgólépcső.
- A kereskedelmi részleg több mint 5000 m²-en terül el, ebből 4034 m²-en az EgyptAir turisztikai és vámmentes üzletei.
- Ételudvar közel-keleti, ázsiai és nyugati éttermekkel.
- Utak és felüljárók a terminált megközelítő forgalom számára; felszíni autóparkolók (többszintes parkolóépület több mint 3000 autónak elég férőhellyel), új összekötő út a repülőtér és a kairói körgyűrű közt.
- 350 szobás, ötcsillagos Le Méridien luxusszálloda, amely 2013 decemberében nyílt meg a terminál előtt, és 230 m hosszú, mozgójárdával is felszerelt híd köti össze vele. A szálloda öt étteremmel, fitneszközponttal, masszázshelyiségekkel, úszómedencével és ajándékbolttal is rendelkezik.

### Szezonális járatok terminálja
2011. szeptember 20-án Saraf miniszterelnök avatta fel az új, szezonális járatok fogadására épített terminált, amely a 3-as termináltól nyugatra helyezkedik el. A terminál azzal a céllal épült, hogy a mekkai zarándoklat idején levegye a plusz terhet a többi terminálról. Évente 3,2 millió utast képes kiszolgálni, huszonhét bejelentkező pultja és hét beszállítókapuja van, melyek közös bejárattal és biztonsági ellenőrzéssel rendelkeznek, a kairói reptéren elsőként. A terminál óránként 1200 utast képes kiszolgálni, az utasokat busszal viszik a 3-as terminál körül álló repülőkhöz.

## Megközelítése

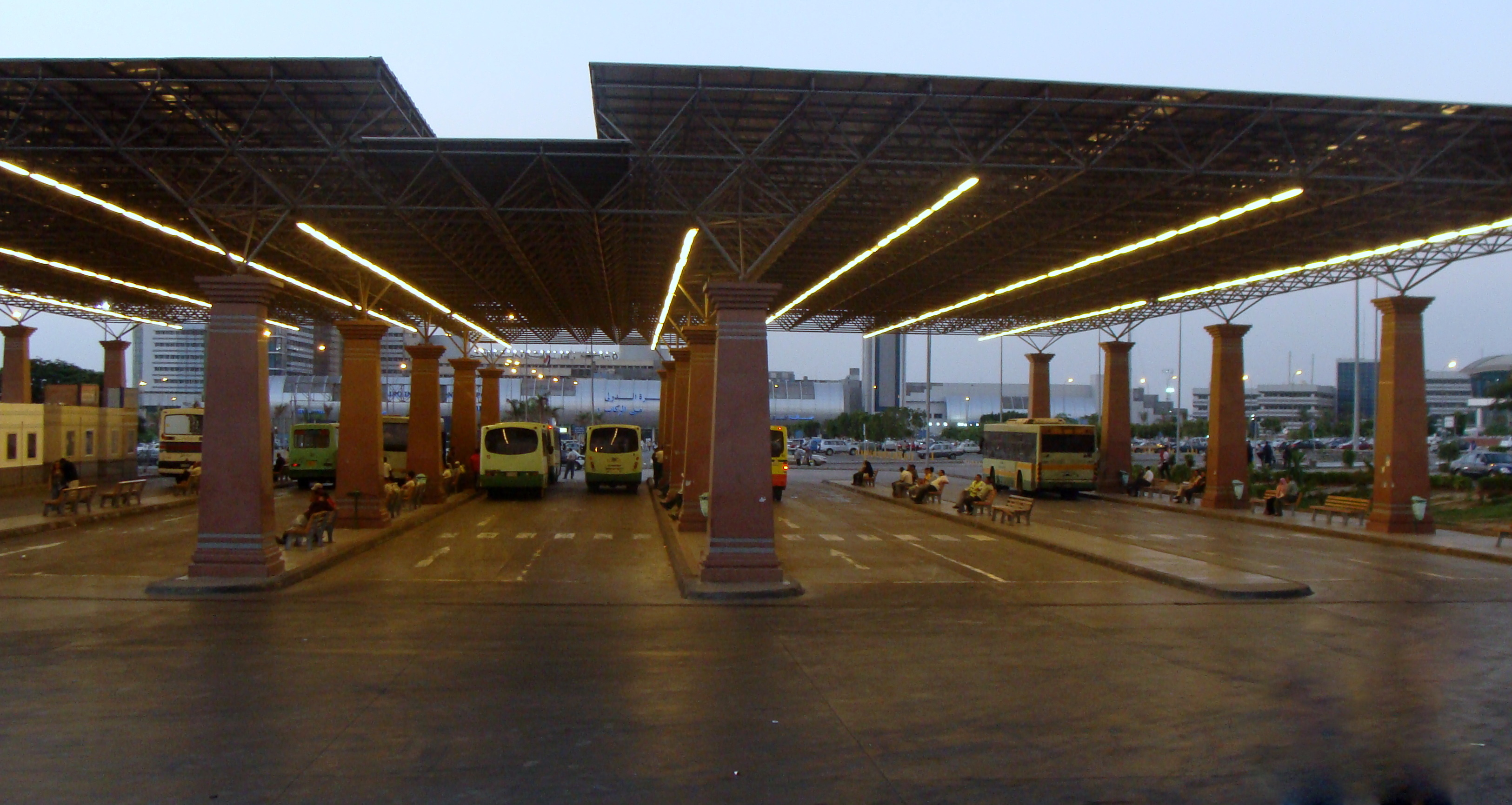
A buszpályaudvar az 1-es terminálnál

### Limuzin és repülőtéri busz
Érkezéskor több módon is el lehet hagyni a kairói repülőteret. Számos limuzinszolgálat jelen van a reptéren, az árakat az úti cél és az autó kategóriája szabja meg. Az „A” kategóriába luxuslimuzinok tartoznak (pl. Mercedes-Benz E-Class), a „B” kategóriába maximum hét utast szállító mikrobuszok, a „C”-be átlagos személyautók (pl. Mitsubishi Lancer), a „D”-be pedig a TX4 (London Taxi).

### Taxi
A régi, fekete-fehér taxikban általában nincs taxióra, az árat előzetesen kell kialkudni, az újabb, fehér taxikban van taxióra.

### Autó
A repülőteret Héliopolisz felől az Oroba úton vagy az új, a 3-as terminált a Ring Road / Suez Road kereszteződésével összekötő úton lehet megközelíteni. A repülőtéri útra való behajtás díjköteles.

### Tömegközlekedés
Az 1-es terminálnál található buszpályaudvar az ingyenes reptéri busszal közelíthető meg a 3-as terminálról. A kairói tömegközlekedés nagyon olcsó, de külföldieknek nehezen kiismerhető.

### Fejlesztési tervek

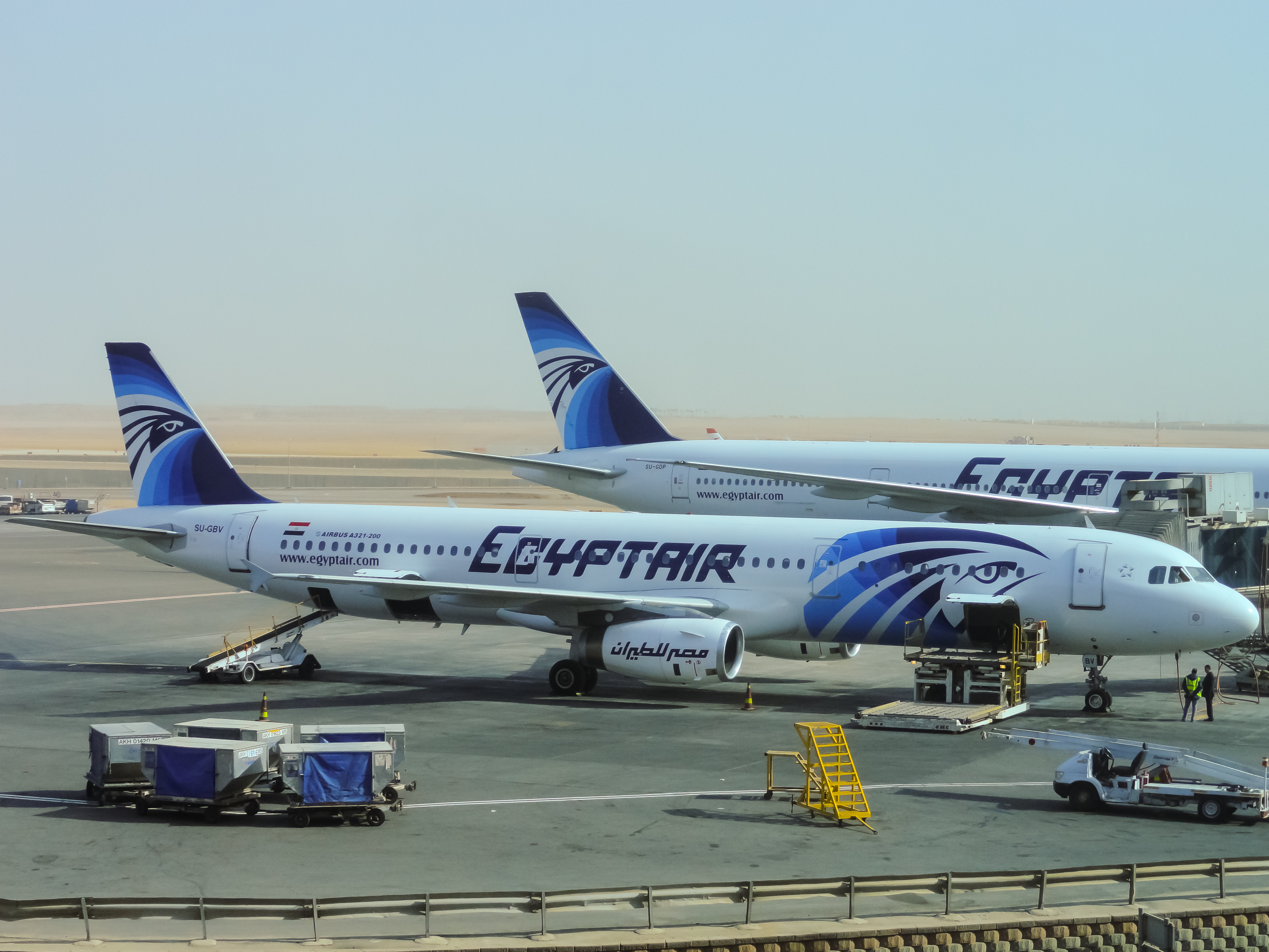
Az EgyptAir Airbus A321-231 és Boeing 777-300ER gépe a kairói repülőtéren

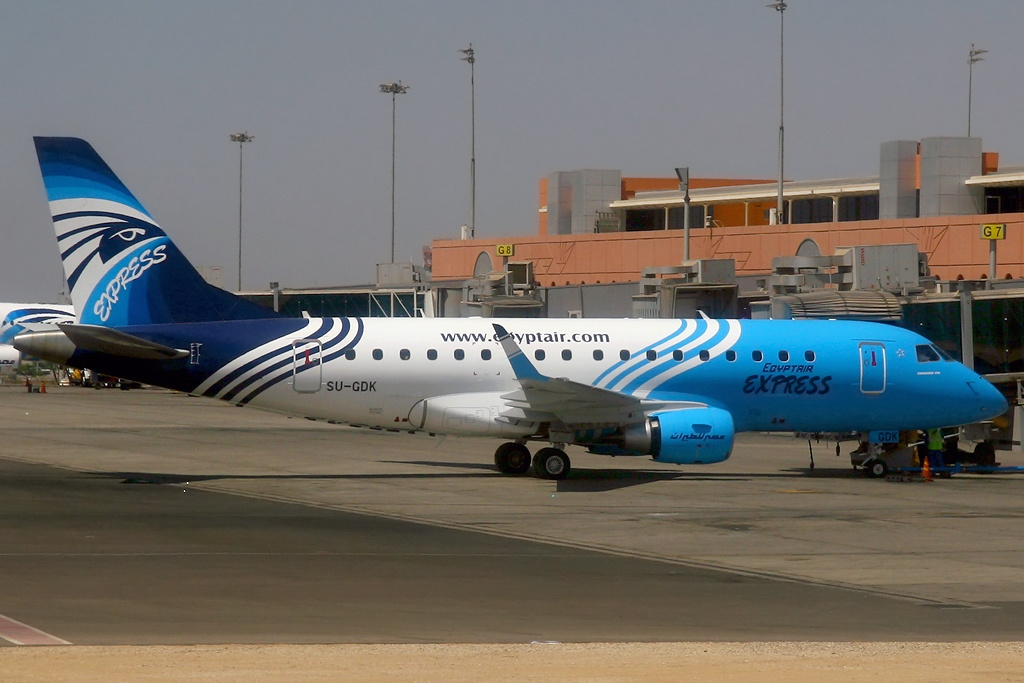
Az EgyptAir Express Embraer 170 gépe a kairói repülőtéren

Az ország nemzeti légitársasága, az EgyptAir és az egyiptomi hatóságok fontos közel-keleti és afrikai légiközlekedési csomóponttá akarják fejleszteni a repülőteret, amelyen így folyamatos fejlesztések zajlanak. Jelenleg is több projekt van folyamatban, közte:
- Többszintes parkolóház építése a 3-as terminál közelében.
- A kairói metró bővítése a repülőtérig. A 3-as metró kelettől nyugatig szeli majd át Nagy-Kairót, egyik végállomása a repülőtér lesz, a másik Mohandesszin városrész. Várhatóan 2019-re készül el.
- Az Aerocity nevű szórakoztató park létrehozása a repülőtér befektetési zónájában. A 3 km² területen zajló, kb. 183 dollárba kerülő építkezés első fázisában egy üzleti központ, a másodikban pedig egy Disney Worldre hasonlító vidámpark jön létre, emellett mesterséges tavat, sportpályákat, víziparkot, 18 mozit és számos éttermet is terveznek.

## Légitársaságok és úti célok

### Utasszállító
| Légitársaság                          | Célállomások | Terminál |
| ------------------------------------- | --- | -------- |
| Aegean Airlines                       | Athén | 3        |
| Aeroflot                              | Moszkva-Seremetyjevó (felfüggesztve) | 1        |
| African Express Airways               | Berbera, Hargeisza | 1        |
| Afriqiyah Airways                     | Miszráta, Tripoli | 1        |
| Air Algérie                           | Algír | 1        |
| Air Arabia                            | Rász el-Haima, Sardzsa | 1        |
| Air Cairo                             | Ammán, Dzsidda | 1        |
| Air France                            | Párizs-Charles de Gaulle | 1        |
| Air Leisure                           | Charter: Asszuán, Athén, Peking-Főváros, Csengdu, Csungking, Denpasar/Bali, Hongkong, Hurghada, Sanghaj-Putung, Sencsen, Tiencsin, Vuhan | 1        |
| Alexandria Airlines                   | Charter: Alexandria, Aqaba, Luxor | 1        |
| AlMasria Universal Airlines           | Bahrein, Bergamo, Burajda, Dzsidda, Kuvait, Tabuk, Ta'if, Yanbu | 1        |
| Austrian Airlines                     | Bécs | 3        |
| Badr Airlines                         | Kartúm | 1        |
| British Airways                       | London-Heathrow | 1        |
| EgyptAir                              | Abha, Abidjan, Abu-Dzabi, Abuja, Accra, Addisz-Abeba, Alexandria-Borg el Arab, Algír, Amman-Alia királyné, Amszterdam, Ankara, Aszmara, Aszjút, Asszuán, Athén, Bagdad, Bahrein, Szuvarnabhumi nemzetközi repülőtér, Barcelona, Peking-Főváros, Bejrút, Berlin-Schönefeld, Brüsszel-Zaventem, Casablanca, Kopenhága, Dammam, Dar es Salaam, Doha, Dubai-nemzetközi, Entebbe, Erbil, Frankfurt, Gassim, Genf, Guangzhou, Hurghada, Isztambul-Atatürk, Jakarta-Soekarno-Hatta, Dzsidda, Johannesburg-OR Tambo, Juba, Kano, Kartúm, Kuala Lumpur–nemzetközi, Kuvait, Lagos, London-Heathrow, Luxor, Madrid, Medina, Milánó-Malpensa, Moszkva-Domogyedovó (felfüggesztve), Mumbai, München, Muscat, Nairobi-Jomo Kenyatta, N'Djamena, New York-JFK, Párizs-Charles de Gaulle, Rijád, Róma-Fiumicino, Sardzsa, Sarm es-Sejk, Toronto-Pearson, Tunisz, Bécs | 3        |
| EgyptAir üzemeltető: Air Sinai        | Tel Aviv-Ben Gurion | 3        |
| EgyptAir üzemeltető: EgyptAir Express | Abu Szimbel, Alexandria-Borg el Arab, Asszuán, Athén, Budapest, Hurghada, Lárnaka, Luxor, Marsza Alam, Sarm es-Sejk, Szohág Szezonális: Marsza Matrúh | 3        |
| Emirates                              | Dubai-nemzetközi, Manila | 1        |
| Eritrean Airlines                     | Kartúm, Milánó-Malpensa | 1        |
| Ethiopian Airlines                    | Addisz-Abeba | 3        |
| Etihad Airways                        | Abu-Dzabi | 1        |
| Flynas                                | Dzsidda, Rijád | 1        |
| Gulf Air                              | Bahrein | 1        |
| ITA Airways                           | Róma-Fiumicino | 1        |
| Iraqi Airways                         | Bagdad, Szuleimánijja | 1        |
| Jazeera Airways                       | Kuvait | 2        |
| Kenya Airways                         | Nairobi-Jomo Kenyatta | 1        |
| Korean Air                            | Szöul-Incheon | 1        |
| KLM                                   | Amszterdam (2017. január 6-áig) | 1        |
| Kuwait Airways                        | Kuvait | 2        |
| Libyan Airlines                       | Bengázi, Miszráta, Sebha, Tripoli | 1        |
| Lufthansa                             | Frankfurt, München | 3        |
| Meridiana                             | Milánó-Malpensa | 1        |
| Middle East Airlines                  | Bejrút | 1        |
| Nesma Airlines                        | Abha, Al-Jawf, Hail, Dzsidda, Nejran, Qassim, Tabuk, Ta'if, Yanbu | 1        |
| Nile Air                              | Abha, Al Ain, Al-Jawf, Bagdad, Baszra, Burajda, Hofuf, Hurghada, Isztambul-Sabiha Gökçen, Dzsidda, Jizan, Kuvait, Port Szudán, Sarm es-Sejk, Tabuk, Ta'if, Yanbu | 1        |
| Oman Air                              | Muscat | 1        |
| Palestinian Airlines                  | El Arís | 1        |
| Petroleum Air Services                | El Kharga, Hurghada, Luxor, Port Szaid, Rasz Sokeir, Sarm es-Sejk, Sark Al-Owainat Charter: Antalya, Baszra, Mykonos, Páfos | 1        |
| Qatar Airways                         | Doha | 1        |
| Royal Air Maroc                       | Casablanca | 1        |
| Royal Falcon                          | Amman-Alia királyné | 1        |
| Royal Jordanian                       | Amman-Alia királyné | 1        |
| Saudia                                | Abha, Dammam, Dzsidda, Medina, Rijád, Tabuk | 1        |
| Sudan Airways                         | Kartúm, Port Szudán | 1        |
| Sun Air                               | Kartúm | 1        |
| Syrian Air                            | Damaszkusz, Latakia | 1        |
| Swiss International Air Lines         | Zürich | 3        |
| Tarco Airlines                        | Kartúm | 1        |
| Tunisair                              | Tunisz | 1        |
| Turkish Airlines                      | Isztambul-Atatürk | 3        |
| Yemenia                               | Sana'aSablon:Ref | 1        |

Megjegyzések
- ↑ 1 1  A Yemenia járatai a bishai belföldi repülőtéren át közlekednek.[25] A Yemeniának azonban nincs jogosultsága csak a Kairó és Bisha közti útvonalon szállítani utasokat.

### Teherszállítás
| Légitársaság                  | Célállomások |
| ----------------------------- | --- |
| Air France Cargo              | Párizs-Charles de Gaulle, Reunion                                                                                  |
| Cargolux                      | Bejrút, Luxemburg                                                                                                  |
| DHL International Aviation ME | Bahrein |
| EgyptAir Cargo                | Chateauroux-Centre, Köln–Bonn, Isztambul-Atatürk, Juba, Milánó-Malpensa, N'Djamena, Oostende–Brugge, Rász el-Haima |
| Emirates SkyCargo             | Dubai-Al Maktoum                                                                                                   |
| Ethiopian Airlines Cargo      | Addisz-Abeba, Bejrút, Liège                                                                                        |
| Kalitta Air                   | Charleston |
| Lufthansa Cargo               | Frankfurt, Hongkong, Milánó-Malpensa, Sardzsa                                                                      |
| Martinair                     | Amszterdam |
| Qatar Airways Cargo           | Doha |
| RAM Cargo                     | Casablanca |
| Royal Jordanian Cargo         | Amman-Alia királyné, Maastricht/Aachen                                                                             |
| Turkish Airlines Cargo        | Isztambul-Atatürk                                                                                                  |

## Forgalom
Az utasforgalom az elmúlt években az alábbi módon változott:
| Utasok száma | 7 035 002 | 7 116 026 | 8 318 643 | 9 534 069 | 12 577 524 | 16 148 480 | 13 773 560 | 16 467 844 | 14 449 425 | 20 009 439 |
|              | 1995      | 1998      | 2001      | 2004      | 2007       | 2010       | 2013       | 2016       | 2019       | 2022       |

## Balesetek
- 1956. február 20-án a Transports Aériens Intercontinentaux Douglas DC-6B gépe, mely menetrend szerinti járatként üzemelt a Saigon–Karacsi–Kairó–Párizs útvonalon, leszállás közben lezuhant a kairói repülőtéren. A fedélzeten lévő 63 emberből 52-en életüket vesztették.
- 1965. március 19-én az Iraqi Airways Vickers Viscount típusú, YI-ACU lajstromjelű gépe a hidraulikus rendszer hibája következtében jelzőlámpáknak ütközött és olyan mértékben károsodott, hogy javítása nem lett volna gazdaságos.[30]
- 1965. május 20-án a PIA 705-ös járata, egy Boeing 720–040B leszállás közben lezuhant a 34-es kifutón, a katasztrófának 121 halálos áldozata volt.
- 1966. március 18-án az United Arab Airlines 749-es járata lezuhant, miközben leszállást kísérelt meg a kairói repülőtéren. A fedélzeten tartózkodó 30 személy mind életét vesztette.
- 1968. január 15-én az United Arab Airlines Douglas DC-3 típusú, SU-AJG lajstromjelű gépe menetrend szerinti teherszállító járatként indult a bejrúti nemzetközi repülőtérre, amikor jegesedés miatt a személyzet úgy döntött, visszafordulnak. A repülő ezek után a levegőben kettétört és Zifta közelében lezuhant, a fedélzeten tartózkodó mind a négy személy életét vesztette. A balesetben szerepet játszhatott a rakomány elmozdulása menet közben és az is, hogy a repülő 500 kilogrammal túl volt terhelve.[31]
- 1970. szeptember 6-án a Pan Am 93-as járatát, amely Amszterdamból tartott New Yorkba, eltérítették és Kairóban szállt le, miután Bejrútban felvett egy másik gépeltérítőt. A Boeing 747-100 gépet felrobbantották, miután mindenki kiszállt. Az eltérítőket letartóztatták.

## Díjak
- 2010-ben a Skytrax a kairói repülőteret a három legtöbbet fejlődött repülőtér közé választotta.[32]
- 2011-ben a Repülőterek Nemzetközi Tanácsa a kairói repülőteret Afrika második legjobb repülőterévé választotta a szolgáltatás minősége alapján.[33]

## További hivatkozások
- Egyiptom repülőtereinek listája

## Fordítás
- Ez a szócikk részben vagy egészben  a   Cairo International Airport című angol Wikipédia-szócikk ezen változatának fordításán alapul.  Az eredeti cikk szerkesztőit annak laptörténete sorolja fel. Ez a jelzés csupán a megfogalmazás eredetét és a szerzői jogokat jelzi, nem szolgál a cikkben szereplő információk forrásmegjelöléseként.